# Zyklon B

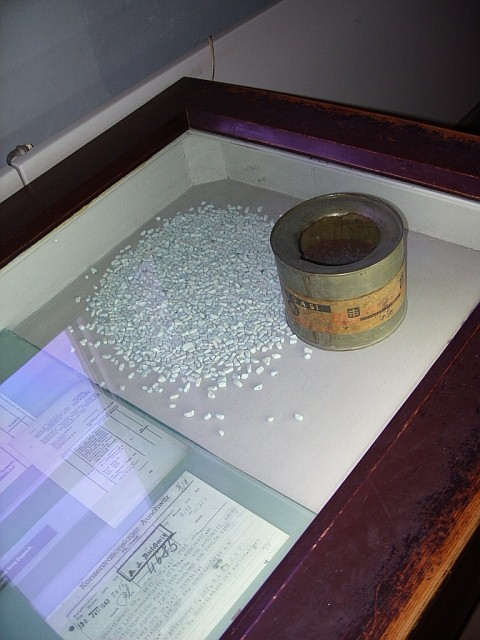
Substanţa toxică Zyklon B

Zyklon B a fost denumirea comercială a unui pesticid pe bază de cianură cu formula chimică HCN. În germană se citește [tsykloːn ˈbeː] (v. AFI). Denumirea „B” indică unul din cele două tipuri de Zyklon. Celălalt a fost „Zyklon A”, un pesticid lichid care în reacție chimică cu apa emană acid cianhidric.
Zyklon B este cunoscut pe plan mondial deoarece a fost folosit de naziști în timpul Holocaustului.